# بوبي هيوم
بوبي هيوم (بالإنجليزية: Bobby Hume)‏ هو لاعب كرة قدم بريطاني، ولد في 18 مارس 1941 في غلاسكو في المملكة المتحدة، وتوفي في 26 مارس 1997 في جوهانسبرغ في جنوب أفريقيا. لعب مع نادي أبردين ونادي رينجرز ونادي ميدلزبره.